# Margarete Berent
Margarete Berent, död 1965, var en tysk och senare amerikansk advokat. Hon blev 1925 den första kvinnliga advokaten i Preussen och Berlin. 